# L'Emmerdeur (film, 1973)
Pour les articles homonymes, voir L'Emmerdeur.
Pour plus de détails, voir Fiche technique et Distribution.
L'Emmerdeur est un film franco-italien réalisé par Édouard Molinaro, avec Jacques Brel et Lino Ventura, sorti en 1973. Le scénario est signé Francis Veber, d'après sa pièce Le Contrat (1970, avec Jean Le Poulain et Raymond Gérôme).

## Synopsis
Ralf Milan (Lino Ventura) est un tueur à gages qui doit exécuter son « contrat » depuis sa chambre d'hôtel donnant sur le palais de justice de Montpellier : en l'occurrence, il doit abattre un certain Louis Randoni (Xavier Depraz) avant que celui-ci ne fasse des révélations compromettantes lors d'un procès. Or l'occupant de la chambre voisine, François Pignon (Jacques Brel), représentant en chemises — délaissé par son épouse Louise (Caroline Cellier) qui l’a quitté pour le docteur Fuchs (Jean-Pierre Darras), un psychiatre réputé —, essaye de se suicider en se pendant à la tuyauterie de la salle de bains et provoque une inondation. Afin de ne pas attirer l'attention de la police, Milan persuade le garçon d'étage de ne pas signaler la tentative de suicide aux autorités, promettant de veiller lui-même sur le dépressif pour lui éviter toute récidive. Le tueur à gages se trouve alors irrémédiablement englué dans les problèmes de son encombrant voisin, au détriment de sa mission. Après mille péripéties où Milan ne parvient pas à se débarrasser de Pignon, les deux protagonistes se retrouvent en prison, où le second continue à « emmerder » le premier.

## Fiche technique
- Titre : L'Emmerdeur
- Titre italien : Il rompiballe
- Titre international : A Pain in the Ass
- Réalisation : Édouard Molinaro
- Scénario : Francis Veber, d'après sa pièce Le Contrat créée le 9 novembre 1970 au Théâtre du Gymnase, à Paris.
- Décors : François de Lamothe
- Photographie : Raoul Coutard
- Cadreur : Georges Liron
- Assistant réalisateur : Philippe Monnier et Alain Nauroy
- Montage : Monique et Robert Isnardon
- Musique : Jacques Brel et François Rauber
- Lieux de tournage[1] : Aéroports de Paris, Rambouillet et Hérault (Montpellier, Castries et Saint-Jean-de-Védas) (autre source : générique)
- Chef décorateur : François de Lamothe
- Décors : Jacques Brizzio
- Cascades : Pierre Rosso et Eric Vasberg
- Producteurs : Georges Dancigers et Alexandre Mnouchkine
- Producteur associé : Robert Amon
- Sociétés de production : Les Films Ariane, Mondex Films, Océania Films et Rizzoli Film (Rome)
- Société de distribution : Compagnie Commerciale Française Cinématographique (France)
- Pays :  France /  Italie
- Format : couleur - Eastmancolor - 35 mm - 1,66:1 - Son mono
- Postproduction : Laboratoires Éclair
- Genre : comédie noire
- Durée : 80 minutes
- Tous publics
- Visa d'exploitation n° 41 017
- Date de sortie[2] : 
  - France : 20 septembre 1973
- Box-office France[3] : 3 354 756 entrées
- Affiche : René Ferracci (France)

## Distribution
- Lino Ventura : Ralf Milan
- Jacques Brel : François Pignon
- Caroline Cellier : Louise Pignon, la femme de François
- Jean-Pierre Darras : le docteur Fuchs, neurologue, amant de Louise
- Nino Castelnuovo : Bellhop, le garçon d'étage de l'« Hôtel du Palais »

- Angela Cardile : la femme sur le point d'accoucher
- Michele Gammino : le mari (italien) de la femme enceinte
- Xavier Depraz : Louis Randoni, la cible du contrat
- Jean-Louis Tristan : l'inspecteur de l'hôtel
- Jean Franval : le routier grande gueule
- Arlette Balkis : la patiente
- François Dyrek : Félix, l'homme qui a piégé la voiture de Randoni
- André Valardy : l'auto-stoppeur américain
- Pierre Collet : le boucher
- Jacques Galland : le notaire

- Pierre Forget : Félix (non crédité)
- Liza Braconnier : Madame Randoni (non créditée)
- Robert Galligani : l'employé de réception (non crédité)
- Sylvain Levignac : Un infirmier à la clinique psychatrique (non crédité)
- Édouard Molinaro : le barman (caméo)
- Jacques Paoli :  lui-même, journaliste radio (voix) (non crédité)
- Serge Sauvion : le commanditaire de l'attentat au téléphone (voix) (non crédité)
- Pierre Vialla : L'officier de bureau de police (non crédité)
- Éric Vasberg (VF : Serge Sauvion): le pilote de rallye (crédité comme cascadeur)

## Adaptations
- 1981 : Victor la gaffe (Buddy Buddy) de Billy Wilder avec Jack Lemmon et Walter Matthau.
- 2008 : L'Emmerdeur réalisé par Francis Veber, avec Patrick Timsit et Richard Berry[4].

## Autour du film
- Au début du film, Lino Ventura est rudoyé verbalement par un routier (Jean Franval) dans un bar dont le barman (Édouard Molinaro, le réalisateur du film) est en train de ranger un disque 33 tours dans sa pochette : il s'agit d'un disque de... Jacques Brel.
- Les notes d'accordéon sont celles de Marcel Azzola, accordéoniste de Jacques Brel. En particulier, sur Vesoul, il est le destinataire de l'apostrophe « Chauffe Marcel, Chauffe ! ».
- L'hôtel (en réalité un immeuble à appartement) se situe au 10 rue Foch à Montpellier.
- Il s'agit d'un des derniers films avec Jacques Brel (son dernier s'intitule Le Far West, dont il est aussi le réalisateur, sorti en mai 1973) et, ironiquement, le premier à interpréter le rôle de François Pignon, personnage fétiche de Francis Veber.
- La voix du commanditaire de l'attentat raté au téléphone est celle de Serge Sauvion. Comédien spécialisé dans le doublage, il fut entre autres la célèbre voix du lieutenant Columbo.
- Le film réalise 3 354 756 entrées en France[5].
- Bourvil, décédé en septembre 1970, devait au départ incarner François Pignon.
- Le film bénéficie encore aujourd'hui de bonnes audiences à la télévision (exemple : rediffusion le 2 avril 2020 sur France 2 avec 2 383 000 téléspectateurs).

Lieux de tournage
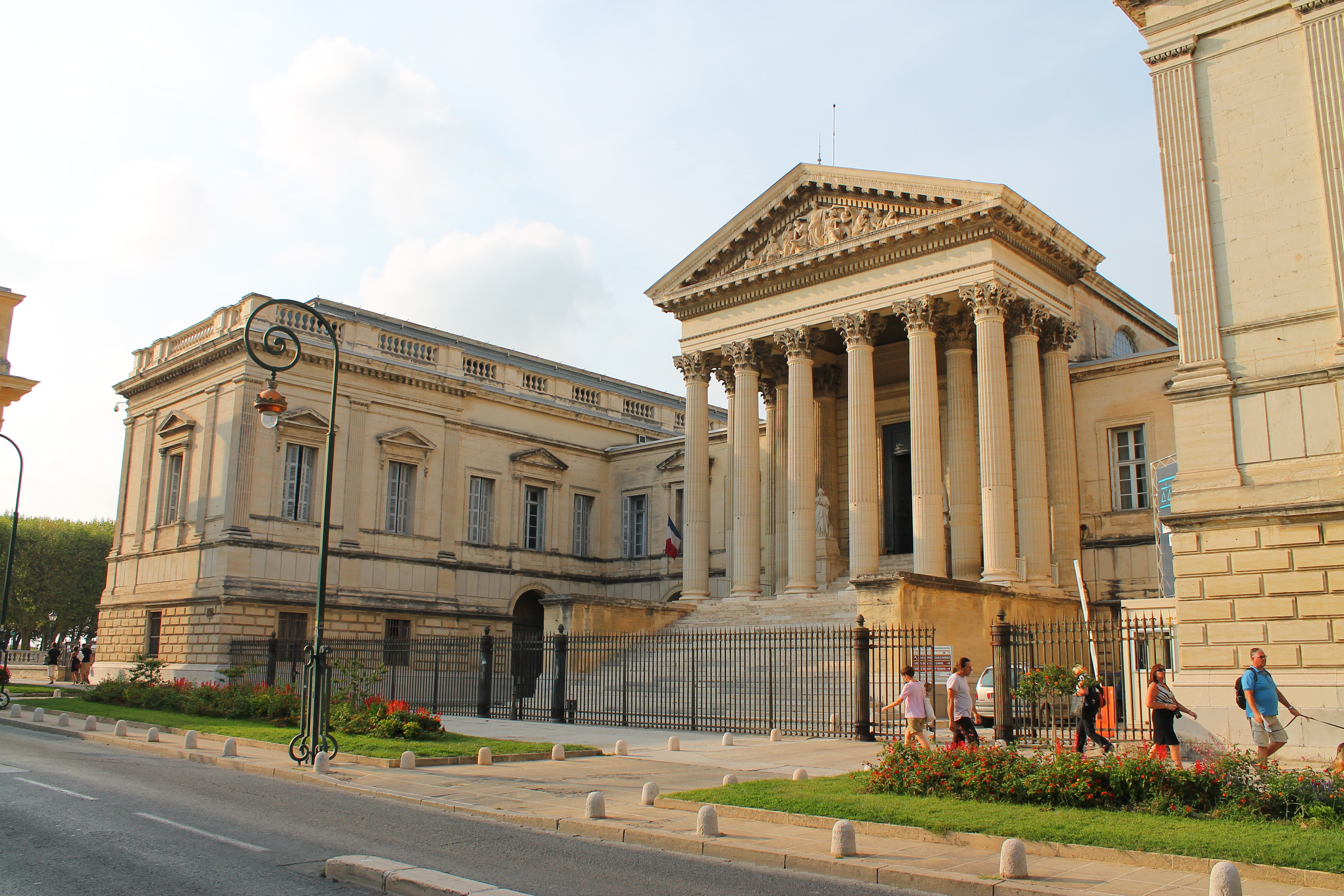
Le palais de justice de Montpellier.
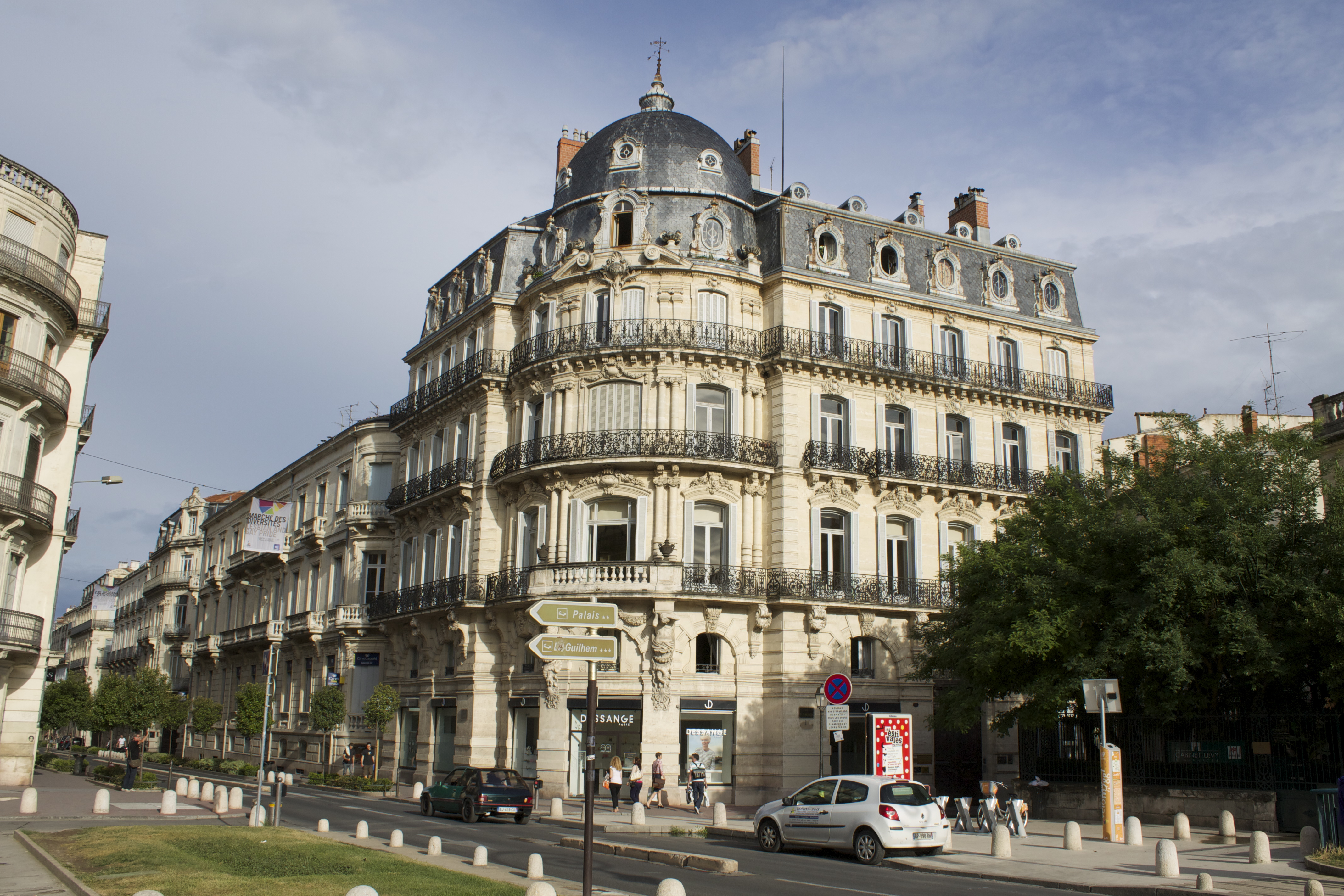
L'immeuble servant de décor d'hôtel.